# Иуст Тивериадский
Иу́ст или Юст или Ю́стус Тивериа́дский (др.-греч. Ἰοῦστος Τιβεριεύς; лат. Justus Tiberiensis; I век — 100 год) — эпарх Галилеи, еврейский историк, писатель и политический деятель во время последней войны евреев с римлянами.
Иуст родился в Галилее, в городе Тивериада. Год его рождения неизвестен. Имя отца Иуста — Писту (др.-греч. Πιστοῦ). Имя «Justus» представляет собой латинизированную форму др.-евр. צדיק‬ — Цадик или Садок, то есть «справедливый, праведник». Иуст получил греческое образование. Сведения о Иусте у историков не богаты. О нём пишет его политический противник Иосиф Флавий в книге «Автобиография». О Иусте сообщает Евсевий Кесарийский в своей книге «Церковная история». 14 глава книги Иеронима Стридонского «О знаменитых мужах» посвящена Иусту. 33 глава книги Фотия Мириобиблион также посвящена Иусту. Статья о Иусте помещена в Свиду, автор статьи Софроний.
В 66 году начинается восстание евреев в Стране Израиля против владычества Римской империи. В Тивериаде Иуст убеждает местных иудеев пристать к восстанию против Рима. Под руководством Иуста восставшие сжигают селения около Гадары и Гиппоса, поскольку их жители враждебно относились к евреям. В Тивериаду приезжает Иосиф Флавий в качестве правителя Галилеи, Иосиф убеждает Иуста и других видных представителей города разрушить дворец тетрарха Ирода. Когда началась война, то Иуст хотел пристать к Иоанну из Гискалы, но Флавий помешал ему. Когда война закончилась, то Иосиф Флавий и Иуст Тивериадский из-за страха перед римлянами отрицали своё участие в сожжении дворца Ирода и обвиняли один другого в этом деле. Царь Иудеи Агриппа относился к Иусту Тивериадскому достаточно доброжелательно и пригласил его к себе на службу в качестве секретаря, но удалил его, когда убедился в недобросовестности Иуста. Иуст умер в третий год правления императора Траяна, предположительно в Риме, где также предположительно провёл последние дни жизни.
Как писатель Иуст писал на древнегреческом и он автор Истории иудеев своего времени. Иосиф Флавий обвинил Иуста в том, что он написал свою историю неправдиво. Иуст писал также и краткие комментарии к Священному Писанию. Сочинения Иуста не сохранились. Византийские хронисты, в частности Фотий, считают Иуста автором Хроники еврейского народа от Моисея до смерти Агриппы II, название книги: «Иуста Тивериадского летопись царей Иудеи в виде генеалогии» (др.-греч. «Χρονικόν του Ἰούστου Τιβεριέως Ἰουδαίων βασιλέων ῶν ἐν τοῖς στέμμασιν»), послужившей источником для позднейших хронистов.